# DeAndre Jordan
Hyland DeAndre Jordan Jr. (* 21. Juli 1988 in Houston, Texas) ist ein US-amerikanischer Basketballspieler, der seit der Saison 2022/23 für die Denver Nuggets als Center in der NBA aufläuft. Wurde er in früheren Jahren seiner Karriere meist in der Anfangsformation eingesetzt, fungiert er jetzt nur noch als Bankspieler und als Backup für den Star-Center Nikola Jokić. Jordan zählt – auch bedingt durch seine Position – zu den besten True-Shootern der NBA-Geschichte. Hierzu tragen jedoch nahezu ausschließlich Zwei-Punkt-Würfe in Korbnähe bei, denn im Gegensatz zu seiner hohen Feldtrefferquote ist Jordan ein schwacher Distanzschütze. Auch seine Freiwurfquote war lange Zeit sehr niedrig. Diese Schwäche machten sich Gegner zu Nutze und wendeten die Hack-a-Shaq-Taktik gegen Jordan an. Ab der Saison 2018/19 verbesserte sich seine Freiwurfquote zunächst deutlich, sank dann jedoch nach zwei Jahren in etwa wieder auf vorherige Werte ab.

## Karriere in der NBA

### Los Angeles Clippers (2008 bis 2018)

#### 2008/2009
In der NBA Draft 2008 wurde Jordan an 35. Stelle von den Los Angeles Clippers ausgewählt und kurz darauf von ihnen unter Vertrag genommen. Nachdem er die erste Hälfte der Saison vergleichsweise selten eingesetzt wurde, rutschte Jordan im Januar 2009 aufgrund von Verletzungssorgen der Clippers in die Starting Five. In sechs Tagen und drei verschiedenen Spielen stellte er seine zeitweiligen Höchstleistungen („Career-Highs“) in Blocks (6 gegen die Minnesota Timberwolves), Punkten (23 gegen die Los Angeles Lakers), Dunks (10 gegen die Los Angeles Lakers) und Rebounds (20 gegen die Golden State Warriors) auf.

#### 2009/2010
Obwohl Jordan in seiner Rookie-Saison durchaus zu überraschen wusste, kam er nur auf geringfügig mehr Spielzeit (16,2 Minuten). Er konnte zwar seinen Punkte- und Reboundschnitt um jeweils 0,5 anheben, doch seine große Schwäche, die Freiwürfe (unter 40 %), konnte er nicht verbessern. Experten bezeichnen Jordan als einen ähnlichen Spielertypen wie Andrew Bynum von den Indiana Pacers.

#### 2011–2015
Der Durchbruch gelang Jordan in der Saison 2010/11. Er startete in 66 von 80 Spielen und erzielte 7,1 Punkte, 7,2 Rebounds und 1,8 Blocks im Schnitt. In der Saison 2012/13 führte er die Liga erstmals in der Feldtrefferquote, mit 64 % der verwandelten Würfe, an. Mit 13,6 Rebounds im Schnitt war Jordan in der Saison 2013/14 bester Rebounder der Liga. Damit löste er Dwight Howard ab, der in den vorherigen zwei Spielzeiten bester Rebounder der Liga gewesen war. Zudem blockte er 2,5 Würfe pro Spiel ab, was ihm ligaweit den dritten Platz einbrachte. Auch in der darauffolgenden Saison 2014/15 führte Jordan mit 15,0 Rebounds und einer Feldtrefferquote von 71,0 %, die Liga an. Für seine guten Leistungen wurde er in das All-NBA Third Team sowie in das NBA All-Defensive First Team berufen.

#### Sommer 2015
Wie ESPN.com am 3. Juli 2015 berichtete, einigte sich der gebürtige Texaner mit den Dallas Mavericks auf einen Vertrag über vier Jahre in Höhe von über 80 Millionen US-Dollar. Die – zunächst mündliche – Einigung bot dem Center eine Ausstiegsklausel nach dem dritten Jahr. Einen Tag bevor er einen neuen Vertrag unterzeichnen sollte, traf sich Jordan mit Verantwortlichen der Clippers, die ihn von einem Verbleib in Los Angeles überzeugen wollten. Jordan änderte daraufhin seine Meinung und verlängerte seinen Vertrag bei den Clippers.

#### 2015–2018
Am 4. November 2015 überholte Jordan mit 13 Rebounds gegen die Golden State Warriors Elton Brand als erfolgreichsten Rebounder der Clippers-Geschichte. Wenige Tage später (30. November 2015) stellte Jordan mit 22 verworfenen Freiwürfen einen NBA-Rekord auf und zog mit Wilt Chamberlain gleich. Wenige Wochen später wurde dieser Rekord von Andre Drummond mit 23 verworfenen Freiwürfen überboten. Obwohl er nicht in das NBA All-Star Game berufen wurde, wurde Jordan sowohl in das NBA All-Defensive First Team und in das All-NBA First Team berufen. Mit 12,7 Punkten im Schnitt stellte er zudem seinen bis dahin besten Karriereschnitt auf. Bei den Olympischen Spielen in Rio de Janeiro gewann er mit der US-Auswahl die Goldmedaille. 2017 folgte Jordans erste All-Star Nominierung. Mit Ablauf seines Vertrages im Sommer 2018 entschied sich Jordan, die Clippers nach zehn Jahren zu verlassen.

### Dallas Mavericks (2018/2019)
Nachdem eine Verpflichtung im Sommer 2015 noch gescheitert war, kam es im Sommer 2018 schließlich zur Zusammenarbeit zwischen den Dallas Mavericks und DeAndre Jordan, die sich auf einen Einjahresvertrag verständigten.

### New York Knicks (2019)
Ende Januar 2019 wurde Jordan zu den New York Knicks getauscht.

### Brooklyn Nets (2019–2021)
Im Juli 2019 einigte Jordan sich auf einen Vertrag mit den Brooklyn Nets. Bei einer Laufzeit von vier Jahren, erhält Jordan 40 Millionen US-Dollar. Seine neuen Mannschaftskollegen Kevin Durant und Kyrie Irving verzichteten dafür auf Verträge mit den höchstmöglichen Bezügen.

### Los Angeles Lakers (2021/2022)
Anfang September 2021 gab Brooklyn ihn an die Detroit Pistons ab, im Gegenzug gingen Jahlil Okafor und Sekou Doumbouya nach New York. Noch vor dem Beginn der NBA-Saison 2021/22 wechselte er zu den Los Angeles Lakers.

### Philadelphia 76ers (2022)
Nachdem die Lakers Jordan Anfang März 2022 entlassen hatten, bekam er einen Vertrag beim Ligakonkurrenten Philadelphia 76ers. In 16 Einsätzen (darunter einer in der Startformation) konnte er durchschnittlich 4,6 Punkte und 5,8 Rebounds auflegen.

### Denver Nuggets (seit 2022)
Zur Saison 2022/23 heuerte Jordan bei den Denver Nuggets an, um Superstar Nikola Jokić zu entlasten. Mit den Nuggets wurde er am 13. Juni 2023 NBA-Meister.

## Erfolge und Auszeichnungen
- 1× NBA-Champion: 2023
- 1× All-NBA First Team: 2016
  - 2× All-NBA Third Team: 2015, 2017
- 1× NBA All-Star: 2017
- 2× NBA All-Defensive First Team: 2015, 2016
- 2× bester Rebounder der NBA: 2014, 2015
- Goldmedaille bei den Olympischen Spielen in Rio: 2016

## Karriere-Statistiken

### NBA

#### Reguläre Saison
| Saison  | Team                       | GP   | GS  | MPG  | FG % | 3P %  | FT % | RPG  | APG | SPG | BPG | PPG  |
| ------- | -------------------------- | ---- | --- | ---- | ---- | ----- | ---- | ---- | --- | --- | --- | ---- |
| 2008–09 | L.A. Clippers              | 53   | 13  | 14.5 | .633 | –     | .385 | 4.5  | 0.2 | 0.2 | 1.1 | 4.3  |
| 2009–10 | L.A. Clippers              | 70   | 12  | 16.2 | .605 | .000  | .375 | 5.0  | 0.3 | 0.2 | 0.9 | 4.8  |
| 2010–11 | L.A. Clippers              | 80   | 66  | 25.6 | .686 | .000  | .452 | 7.2  | 0.5 | 0.5 | 1.8 | 7.1  |
| 2011–12 | L.A. Clippers              | 66   | 66  | 27.2 | .632 | .000  | .525 | 8.3  | 0.3 | 0.5 | 2.0 | 7.4  |
| 2012–13 | L.A. Clippers              | 82   | 82  | 24.5 | .643 | –     | .386 | 7.2  | 0.3 | 0.6 | 1.4 | 8.8  |
| 2013–14 | L.A. Clippers              | 82   | 82  | 35.0 | .676 | –     | .428 | 13.6 | 0.9 | 1.0 | 2.5 | 10.4 |
| 2014–15 | L.A. Clippers              | 82   | 82  | 34.4 | .710 | .250  | .397 | 15.0 | 0.7 | 1.0 | 2.2 | 11.5 |
| 2015–16 | L.A. Clippers              | 77   | 77  | 33.7 | 703  | .000  | .430 | 13.8 | 1.2 | 0.7 | 2.3 | 12.7 |
| 2016–17 | L.A. Clippers              | 81   | 81  | 31.7 | .714 | .000  | .430 | 13.8 | 1.2 | 0.6 | 1.7 | 12.7 |
| 2017–18 | L.A. Clippers              | 77   | 77  | 31.5 | .645 | –     | .580 | 15.2 | 1.5 | 0.5 | 0.9 | 12.0 |
| 2018–19 | Dallas / New York          | 69   | 69  | 29.7 | .641 | –     | .705 | 13.1 | 2.3 | 0.6 | 1.1 | 11.0 |
| 2019–20 | Brooklyn                   | 56   | 6   | 22.0 | .666 | –     | .680 | 10.0 | 1.9 | 0.3 | 0.9 | 8.3  |
| 2020–21 | Brooklyn                   | 57   | 43  | 21.9 | .763 | .000  | .500 | 7.5  | 1.6 | 0.3 | 1.1 | 7.5  |
| 2021–22 | L.A. Lakers / Philadelphia | 48   | 20  | 13.0 | .643 | –     | .550 | 5.5  | 0.4 | 0.3 | 0.7 | 4.3  |
| 2022–23 | Denver                     | 39   | 8   | 15.0 | .765 | 1.000 | .458 | 5.2  | 0.9 | 0.3 | 0.6 | 5.1  |
| 2023–24 | Denver                     | 36   | 2   | 11.0 | .624 | –     | .491 | 4.4  | 0.7 | 0.2 | 0.4 | 3.9  |
| Gesamt  | Gesamt                     | 1055 | 786 | 25.8 | .674 | .154  | .475 | 10.0 | 0.9 | 0.5 | 1.5 | 8.8  |

#### Play-offs
| Saison  | Team          | GP | GS | MPG  | FG % | 3P % | FT %  | RPG  | APG | SPG | BPG | PPG  |
| ------- | ------------- | -- | -- | ---- | ---- | ---- | ----- | ---- | --- | --- | --- | ---- |
| 2011–12 | L.A. Clippers | 11 | 11 | 22.6 | .525 | –    | .333  | 5.3  | 0.4 | 0.6 | 1.6 | 4.5  |
| 2012–13 | L.A. Clippers | 6  | 6  | 24.0 | .455 | –    | .222  | 6.3  | 0.2 | 0.2 | 1.7 | 3.7  |
| 2013–14 | L.A. Clippers | 13 | 13 | 34.0 | .730 | –    | .434  | 12.5 | 0.8 | 0.9 | 2.5 | 9.6  |
| 2014–15 | L.A. Clippers | 14 | 14 | 34.4 | .716 | –    | .427  | 13.4 | 1.1 | 1.1 | 2.4 | 13.1 |
| 2015–16 | L.A. Clippers | 6  | 6  | 33.0 | .632 | –    | .373  | 16.3 | 1.8 | 1.2 | 2.7 | 11.7 |
| 2016–17 | L.A. Clippers | 7  | 7  | 37.8 | .705 | .000 | .393  | 14.3 | 0.7 | 0.4 | 0.9 | 15.4 |
| 2021–22 | Philadelphia  | 3  | 2  | 10.2 | .100 | –    | –     | 2.3  | 0.3 | 0.0 | 0.7 | 3.3  |
| 2022–23 | Denver        | 4  | 0  | 3.4  | .667 | –    | .500  | 1.0  | 0.3 | 0.0 | 0.3 | 1.3  |
| 2023–24 | Denver        | 2  | 0  | 6.5  | .500 | –    | 1.000 | 1.5  | 0.0 | 0.5 | 0.5 | 2.0  |
| Gesamt  | Gesamt        | 66 | 59 | 27.8 | .667 | .000 | .408  | 10.0 | 0.7 | 0.7 | 1.8 | 8.7  |